# Ben Srour
Ben Srour (em árabe: بن سرور) é uma cidade e comuna localizada na província de M'Sila, Argélia. Segundo o censo de 2008, a população total da cidade era de 23 953 habitantes.